# (GI)
Az 1979-es (GI) a Germs egyetlen nagylemeze. A cím a Germs Incognito rövidítése, melyet az együttes foglalásokkor használt. Az albumra gyakran az első hardcore punk albumként hivatkoznak. A (GI) megjelenése után az együttes egyszer vonult stúdióba, a Portyán című film betétdalainak felvételére. A lemez megjelenése után egy évvel, 1980. december 7-én Darby Crash énekes öngyilkosságot követett el. Az album szerepel az 1001 lemez, amit hallanod kell, mielőtt meghalsz című könyvben.
A Germs (MIA) - The Complete Anthology kiadványon a teljes album szerepel egy CD-n.

## Az album dalai
| 1.  | What We Do is Secret  | Darby Crash, Pat Smear | 0:41 |
| 2.  | Communist Eyes        | Crash, Smear           | 2:15 |
| 3.  | Land of Treason       | Crash, Smear           | 2:09 |
| 4.  | Richie Dagger's Crime | Crash, Smear           | 1:56 |
| 5.  | Strange Notes         | Crash                  | 1:52 |
| 6.  | American Leather      | Crash                  | 1:11 |
| 7.  | Lexicon Devil         | Crash                  | 1:44 |
| 8.  | Manimal               | Crash                  | 2:11 |
| 9.  | Our Way               | Crash, Smear           | 1:56 |
| 10. | We Must Bleed         | Crash                  | 3:05 |

| 1. | Media Blitz                                    | Crash, Smear | 1:29 |
| 2. | The Other Newest One                           | Crash, Smear | 2:44 |
| 3. | Let’s Pretend                                  | Crash        | 2:34 |
| 4. | Dragon Lady                                    | Crash, Smear | 1:39 |
| 5. | The Slave                                      | Crash, Smear | 1:01 |
| 6. | Shut Down (Annihilation Man) (koncertfelvétel) | Crash        | 9:40 |

## Közreműködők
- Darby Crash – ének
- Pat Smear – gitár, háttérvokál
- Lorna Doom – basszusgitár, háttérvokál
- Don Bolles – dob, háttérvokál
- Donnie Rose – zongora a Shut Down-on (csak néhány európai kiadáson szerepel)

## Fordítás
Ez a szócikk részben vagy egészben a (GI) című angol Wikipédia-szócikk ezen változatának fordításán alapul.  Az eredeti cikk szerkesztőit annak laptörténete sorolja fel. Ez a jelzés csupán a megfogalmazás eredetét és a szerzői jogokat jelzi, nem szolgál a cikkben szereplő információk forrásmegjelöléseként.